# Мюден (Мозель)
Мюден (нім. Müden) — громада в Німеччині, розташована в землі Рейнланд-Пфальц. Входить до складу району Кохем-Целль. Складова частина об'єднання громад Кохем.
Площа — 7,50 км2. Населення становить 655 ос. (станом на 31 грудня 2020).